# 23-я пехотная дивизия (США)
23-я пехотная дивизия «Америкал» (англ. 23rd Infantry Americal Division) — пехотная дивизия Армии США, принимавшая участие во Второй мировой войне и войне во Вьетнаме. Создана в мае 1942 года на острове Новая Каледония. После событий Пёрл-Харбора американское командование спешно направило три отдельных полка на оборону Новой Каледонии для отражения предполагаемой атаки японских войск. Это подразделение было единственным, сформированным за пределами территории Соединённых Штатов во время Второй мировой войны. Хотя официальное название дивизии — 23-я пехотная, чаще всего, иногда даже в документах, её называют «Americal» (от сокращения «American, New Caledonian Division»).
Во время войны во Вьетнаме дивизия принимала участие в многочисленных сражениях и кампаниях, среди которых есть и резня в Ми Лае, которая была совершена ротой подчинённой дивизии 11-й лёгкой пехотной бригады.
Дивизия потерпела тактическое поражение ранним утром 28 марта 1971 года, когда северовьетнамские сапёры незаметно проникли на базу Мэри-Энн. В результате атаки была уничтожена ключевая инфраструктура, а также убиты 33 и ранены 83 американца.
Дивизия была расформирована после вывода американских войск из Южного Вьетнама в ноябре 1971 года.